# 安东尼奥·瓦尔朱
安东尼奥·瓦尔朱（義大利語：Antonio Vargiu，1937年5月13日—），意大利男子曲棍球运动员。他曾代表意大利国家队参加1960年夏季奥林匹克运动会曲棍球比赛，获得第十三名。